# 孟加拉佛教

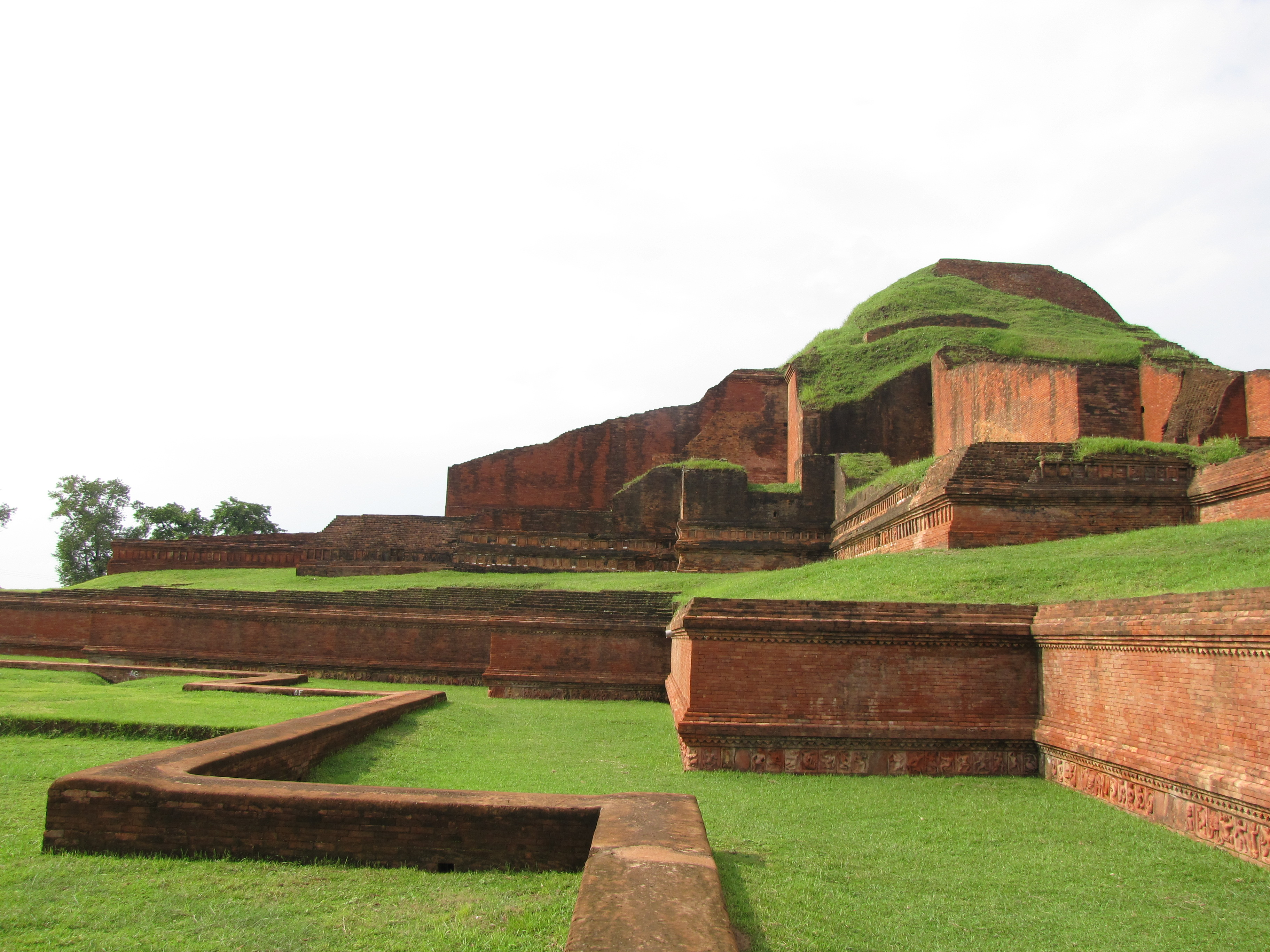
興建於波罗王朝時期的索玛普利大寺，今日已被列為世界遗产

孟加拉境內有豐富佛教遺產，孟加拉佛教徒即是指孟加拉族佛教徒。佛教徒佔現在孟加拉國人口的0.05%，約500,000人。
孔雀王朝和波羅王朝時孟加拉是古印度大乘佛教和金剛乘最繁榮地區之一，而東南方則由緬甸信奉佛教的谬乌王国統治，直到17世紀。現在孟加拉國的佛教徒多信奉上座部佛教。

## 歷史
古代孟加拉是佛教學習、藝術和帝國的中心。整個地區已經挖掘出佛教文物，特別是在Wari-Bateshwar, Chandraketugarh, Paharpur, Mahasthangarh、Mainamati這5個地方。由阿育王派出的孔雀帝國使團在公元前二世紀將其宗主權擴大到該地區，在傳播佛教方面發揮了重要作用。
不同於在印度本土，孟加拉地區的佛教一直保持繁榮，孟加拉佛教帝國波羅王朝在750年由瞿波罗一世成立。帝國成長為古典亞洲最大的帝國之一。波羅王朝促進了大乘佛教和怛特羅佛教發展，他們贊助了許多優秀的寺廟，修道院和藝術作品的創作。 
波羅王朝與西藏吐蕃王朝、印尼三佛齊和阿拉伯阿拔斯王朝有著密切的關係。帝國在法護王和天護王時達到了頂峰。他們統治了四個世紀，直到被復興的印度教塞納王朝取而代之。
婆羅門的迫害在印度佛教的衰落中發揮了關鍵作用，其次是後來的穆斯林征服。殘餘的佛教社區在孟加拉東南部繼續蓬勃發展，十六世紀和十七世紀緬甸的谬乌王国統治了該地區。到十八世紀末，該地區被轉移到大英帝國。在此期間，佛教復興運動發展。
孟加拉佛教徒在二十世紀初受益於英國的知識，貝尼馬達布·巴魯阿是倫敦大學第一批獲得文學博士的亞洲人。孟加拉佛教活動家和游擊隊員也在孟加拉解放戰爭中表現活躍。

## 人口
孟加拉國是孟加拉族佛教社團主要居住地。他們通常有高識字率，屬於孟加拉國中產階級，特別是在港口城市吉大港。許多人住在達卡、科克斯巴扎和科米拉。印度特里普拉邦的首府阿加尔塔拉和加爾各答也能找到他們。

## 節日
佛誕是孟加拉國的公眾假期。